# La Cucutera
La Cucutera és una serra situada al municipi d'Oristà a la comarca del Lluçanès, amb una elevació màxima de 565 metres.